# Qianzhousaurus
Qianzhousaurus là một chi khủng long, được Lü Yi Brusatte Yang L. Li Hua & Chen L. mô tả khoa học năm 2014.